# خارخورین
خارخارین (به مغولی: ᠬᠠᠷᠠ ᠬᠣᠷᠢᠨ) (به سیرلیک:Хархорин) شهری در استان اوورخنگای کشور مغولستان است.